# Bruderheim
Bruderheim est une ville (town) du Comté de Lamont, située dans la province canadienne d'Alberta.

## Météorite
La région de Bruderheim est remarquable par une chute de météorite le 4 mars 1960. La plus grosse météorite retrouvée au Canada, près de 700 fragments sont recueillis, pesants au total 303 kilogrammes. Un fragment est exposé au planétarium Queen Elizabeth II à Edmonton.

## Démographie
En tant que localité désignée dans le recensement de 2011, Bruderheim a une population de 1 155 habitants dans 444 de ses 486 logements, soit une variation de -4.9% avec la population de 2006. Avec une superficie de 4,227 8 km2, la ville possède une densité de population de 273,191 7 hab/km2 en 2011.
Concernant le recensement de 2006, Bruderheim abritait 1 215 habitants dans 451 de ses 483 logements. Avec une superficie de 4,227 8 km2, la ville possédait une densité de population de 287,4 hab/km2 en 2006.
| 2001  | 2006  | 2011  | 2016  |
| ----- | ----- | ----- | ----- |
| 1 202 | 1 215 | 1 155 | 1 308 |